# Cubera

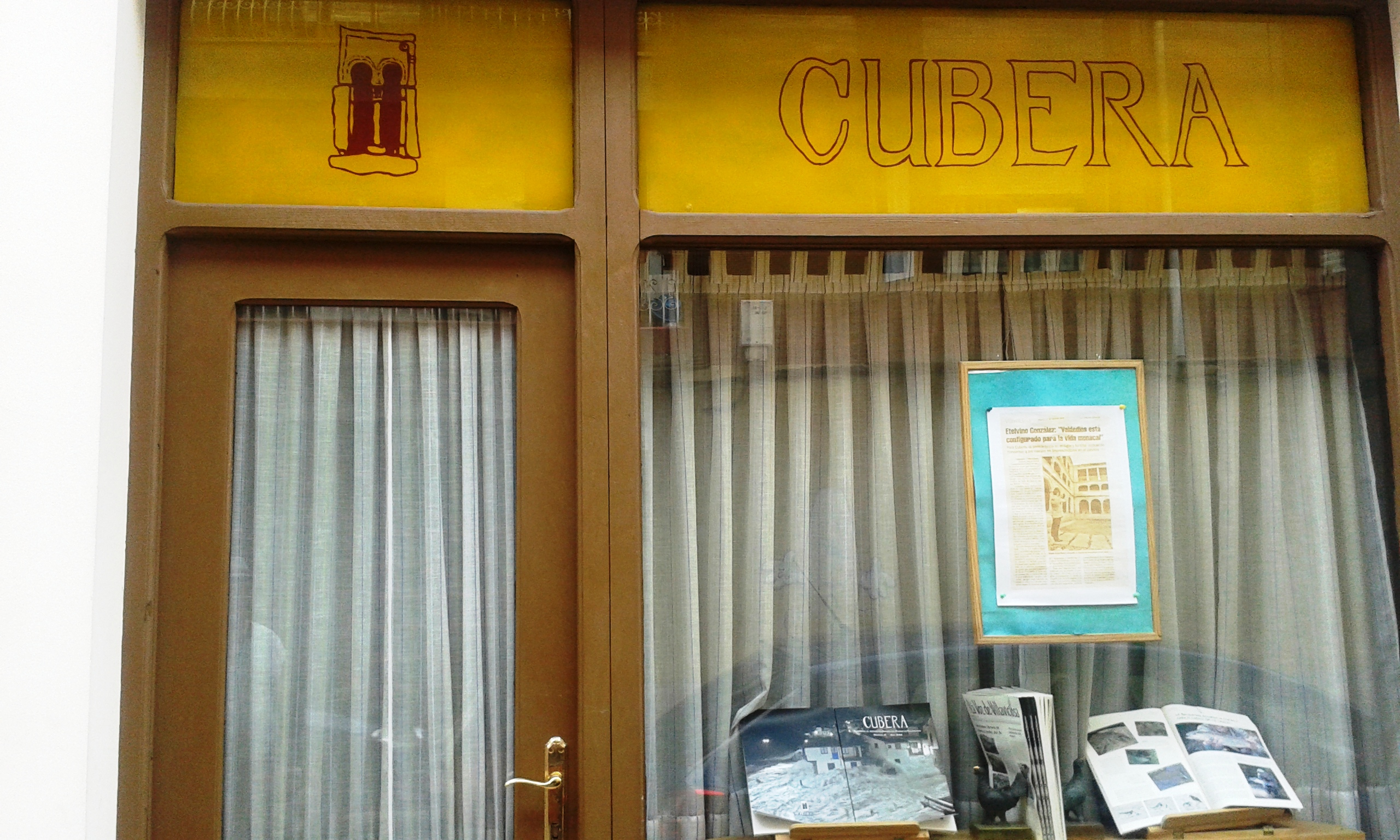
Sede de CUBERA en Villaviciosa

Cubera es el nombre de un monte comunal que se alza sobre las espaldas de la villa de Villaviciosa y también el nombre de la Asociación de Amigos del Paisaje de Villaviciosa nacida en 1983, como entidad ciudadana que ha hecho del medio ambiente, de la cultura, de la historia del arte local, y del paisaje, una causa.
Recibió el Premio a Pueblo Ejemplar en 1991, de la mano del entonces heredero de la corona Don Felipe de Borbón Príncipe de Asturias, hoy Rey de España Felipe VI.

## Fundación
En el verano de 1983 nació la idea de la creación de una Asociación ciudadana para la defensa, potenciación del entorno natural y de la riqueza cultural de Villaviciosa, motivada por la creciente degradación de la Ría, del paisaje rural y urbano de Villaviciosa. Pretendían despertar el interés de todos los villaviciosinos hacia el patrimonio artístico e histórico, la estética de las construcciones nuevas, el campo, las playas y la Ría. Su objetivo era el de crear un movimiento ciudadano en defensa del paisaje -medio natural y urbano- del concejo.
El día 19 de agosto de 1983 se celebró una reunión en la que las veinticuatro personas asistentes decidieron constituirse en asociación, quedando legalizada el 25 de octubre de ese mismo año.
La primera junta directiva estuvo presidida por el escultor, pintor, diseñador y fotógrafo asturiano Joaquín Rubio Camín. En la actualidad la preside el maliayés teólogo, filósofo y escritor, Etelvino González López, miembro del Real Instituto de Estudios Asturianos (RIDEA) en representación de la Junta General del Principado.

## “Pueblo Ejemplar”
Para Cubera el hecho de ser Pueblo Ejemplar tiene una permanencia más allá de las fechas de concesión, mostrándose como una "asociación viva y con causas que siguen despertando el interés de la sociedad".
Según Etelvino González López, presidente de la Asociación desde 1999, señaló que “somos unas 500 personas que hemos hecho del medio ambiente, de la cultura, de la historia del arte local, y del paisaje, una causa. Nos han otorgado muchos galardones, y hace 20 años conseguimos que a Villaviciosa la distinguieran con el Premio de Pueblo ejemplar de Asturias.” Según López, la concesión del Premio Pueblo Ejemplar de Asturias “vino a refrendar aquello por la que estábamos luchando(…) Pero sobre todo a lo largo de los más de 30 años ha sido una exigencia, una responsabilidad de mantenernos a la altura y perfeccionar lo que estábamos haciendo”.
Ramón García Cañal, entonces Vicepresidente del Principado de Asturias y miembro de Cubera desde su fundación, definió la entidad como "una asociación que nació con el espíritu de defender el progreso y el medio ambiente en Villaviciosa y de crear conciencia, pues muchas veces las instituciones, los que estamos en cargos políticos, requerimos que nos recuerden en nuestra conciencia que uno de los objetivos es la defensa de los espacios naturales, la defensa de nuestro entorno, que a veces olvidamos o sacrificamos en beneficio de otros intereses que son simplemente económicos”.

## Actuaciones
Desde su creación Cubera tiene como objetivo contribuir a la conservación, recuperación y difusión del patrimonio cultural (histórico- artístico, etnográfico) del concejo de Villaviciosa, a tenor de sus estatutos (art. 6, c).
Para ello se sirve de su revista cultural, sus cuadernos, sus estudios, cursos, premios y publicaciones, así como sus actuaciones ante la Administración y la sociedad.
Según el artículo número 4 de sus estatutos, Cubera se propone actuar ante la Administración local, autonómica y central, y ante la opinión pública.

### Actuaciones ante la Administración (local, autonómica y central) y la sociedad
A lo largo de los años son múltiples las actuaciones que la asociación ha llevado a cabo en todos los niveles de la Administración y a través de los medios de comunicación. Fundamentalmente en asuntos tales como:
1. Contaminación de la ría.
2. Degradación del hábitat rural o urbano.
3. Planes de ordenación.
4. Proyecto de carretera y autovía: Elaboración con otros grupos culturales y políticos locales de un manifiesto en pro de una buena carretera y en defensa de la ría de Villaviciosa (Apéndice II).
5. Recuperación de hórreos y paneras.
6. Catálogo de las casas mariñanas por su interés arquitectónico.

Pero de todas ellas cabe destacar dos en lo artístico y monumental: la defensa del monasterio de Valdediós, y en lo relativo al medio natural la defensa de la ría de Villaviciosa. En 1986 la Asociación lanzó una campaña con el lema "Salvad Valdediós" para lo que se constituyó una comisión. En 2014 ante el abandono del cenobio vuelve a retomarla. Es precisamente un ajimez el logotipo de la asociación.

## Publicaciones
La ecología, el paisaje, la flora y fauna del concejo de Villaviciosa, así como la arqueología, la arquitectura, la etnografía, el urbanismo, la historia y sus personajes están siempre presentes en las publicaciones de Cubera fieles al objetivo fundacional.
- Revista Cubera.
- Cuadernos monográficos.
- Otras publicaciones demuestra este avance.

## Premios concedidos
Premio de Investigación sobre Villaviciosa, abierto a los alumnos de doctorado o máster de cualquier universidad española (en sus inicios limitada a los matriculados en la Universidad de Oviedo) pretende promover las investigaciones a cerca de la realidad actual e histórica del concejo de Villaviciosa y completar las transformaciones del concejo a lo largo de los siglos a través de la investigación. Cubera concede también el reconocimiento de "Aldea más guapa" con el que se pretende destacar el trabajo en común realizado por los vecinos en su aldea.

## Distinciones recibidas
La Asociación Amigos del Paisaje Cubera, de Villaviciosa, fue distinguida con el máximo galardón que otorga el Centro Asturiano de Madrid a un colectivo por «su labor en defensa de la naturaleza y la cultura autóctona».